# Gouania javanica
Gouania javanica är en brakvedsväxtart som beskrevs av Friedrich Anton Wilhelm Miquel. Gouania javanica ingår i släktet Gouania och familjen brakvedsväxter. Inga underarter finns listade i Catalogue of Life.